# 威遠靜寧寺
威遠靜寧寺位於四川省內江市威遠縣，文物遺址年代判定為清代。2007年6月1日公佈為四川省第七批文物保護單位。